# オオバイチジク
オオバイチジク（大葉無花果、学名：Ficus auriculata Lour.）は、クワ科の植物。

## 概要
中華人民共和国南部から東南アジアが原産。標高130メートルから2100メートルの地域で育つ。葉は大きくて厚い。実は甘く、食用である。幹に直接花を咲かせ実を付ける幹生花（幹生果）である。

## 分布
主に中華人民共和国南部（四川省、貴州省など）、ベトナム、パキスタン、インドに分布している。日本では富山県中央植物園などで栽培されている。

## ギャラリー

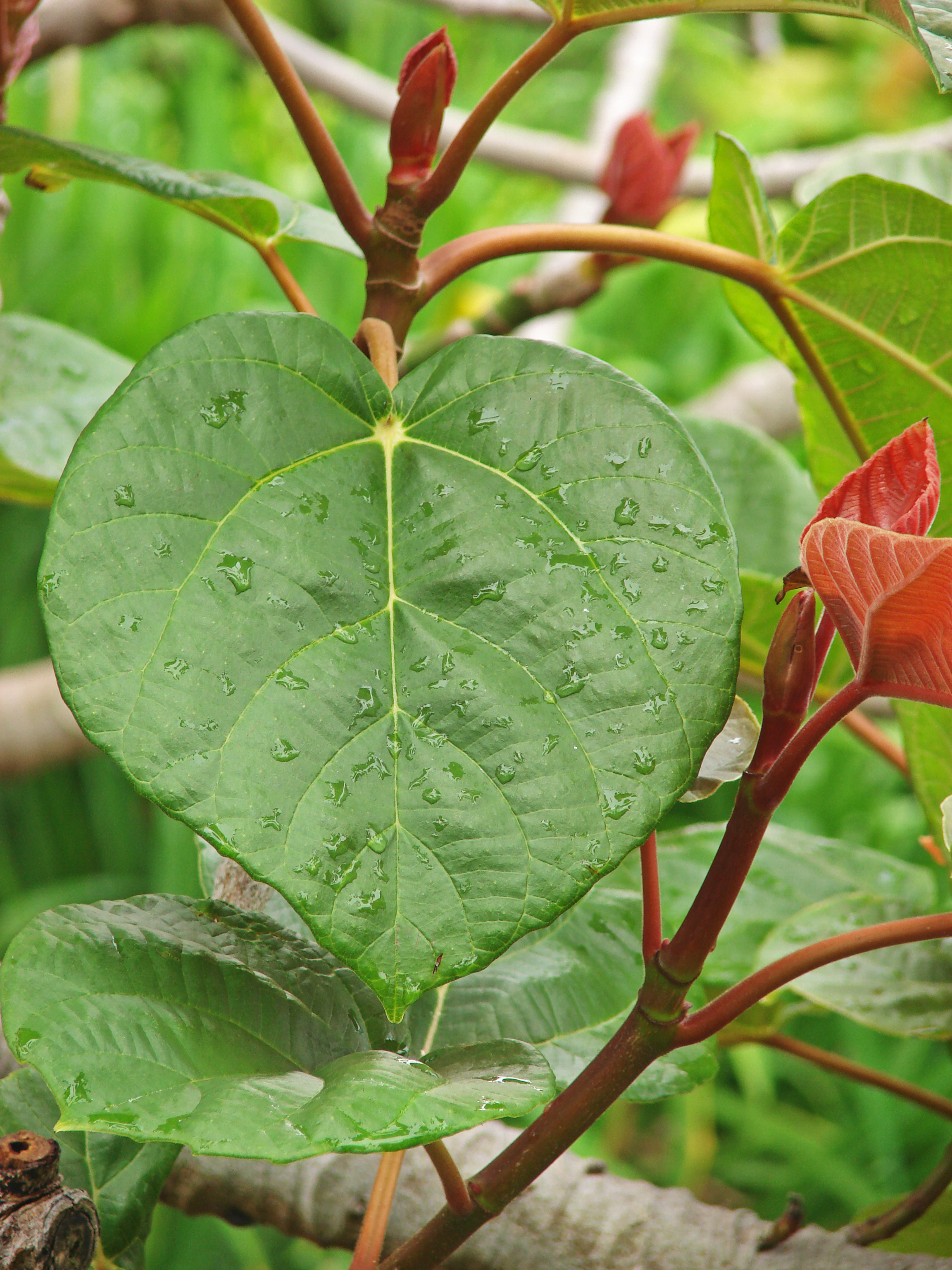
葉
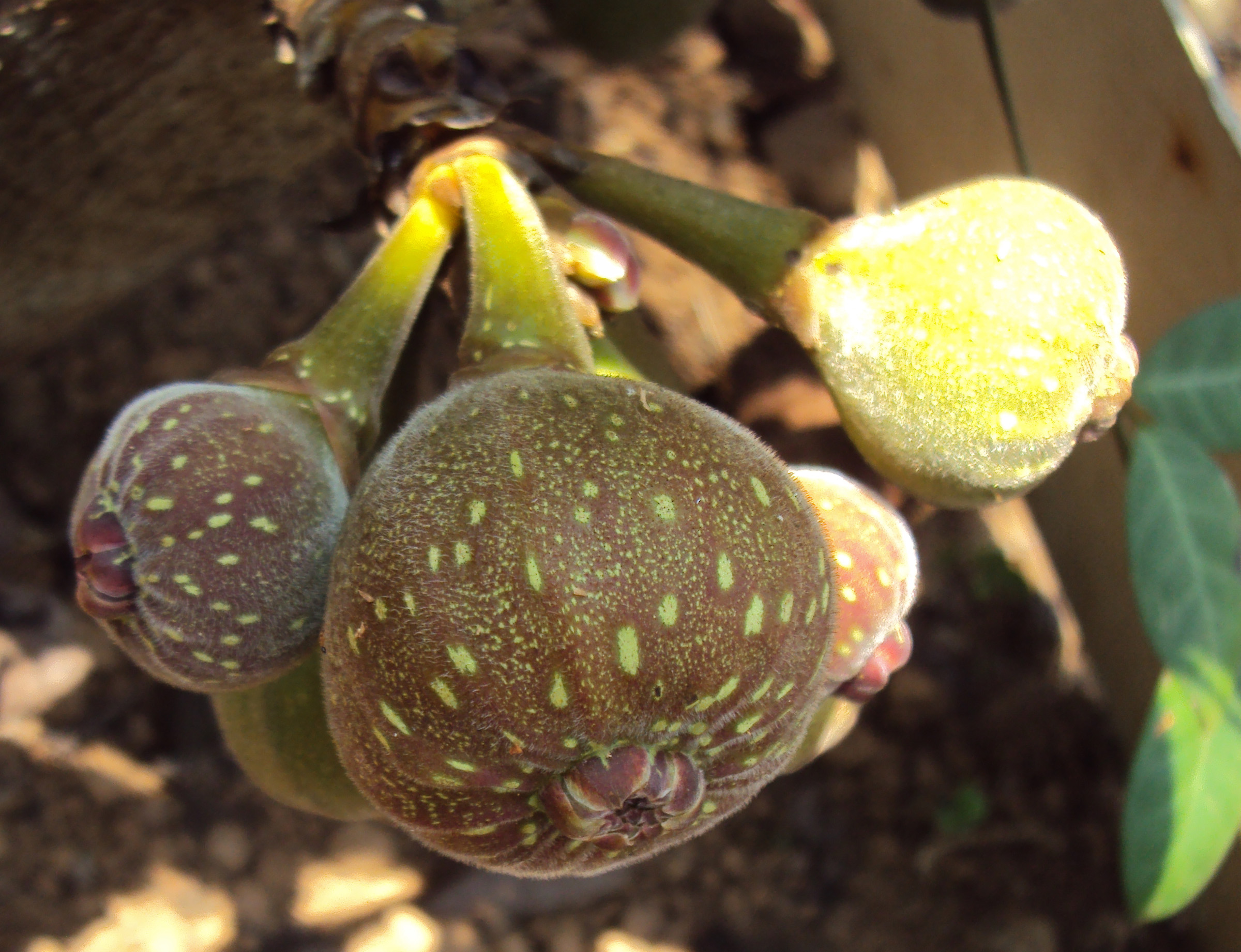
果実
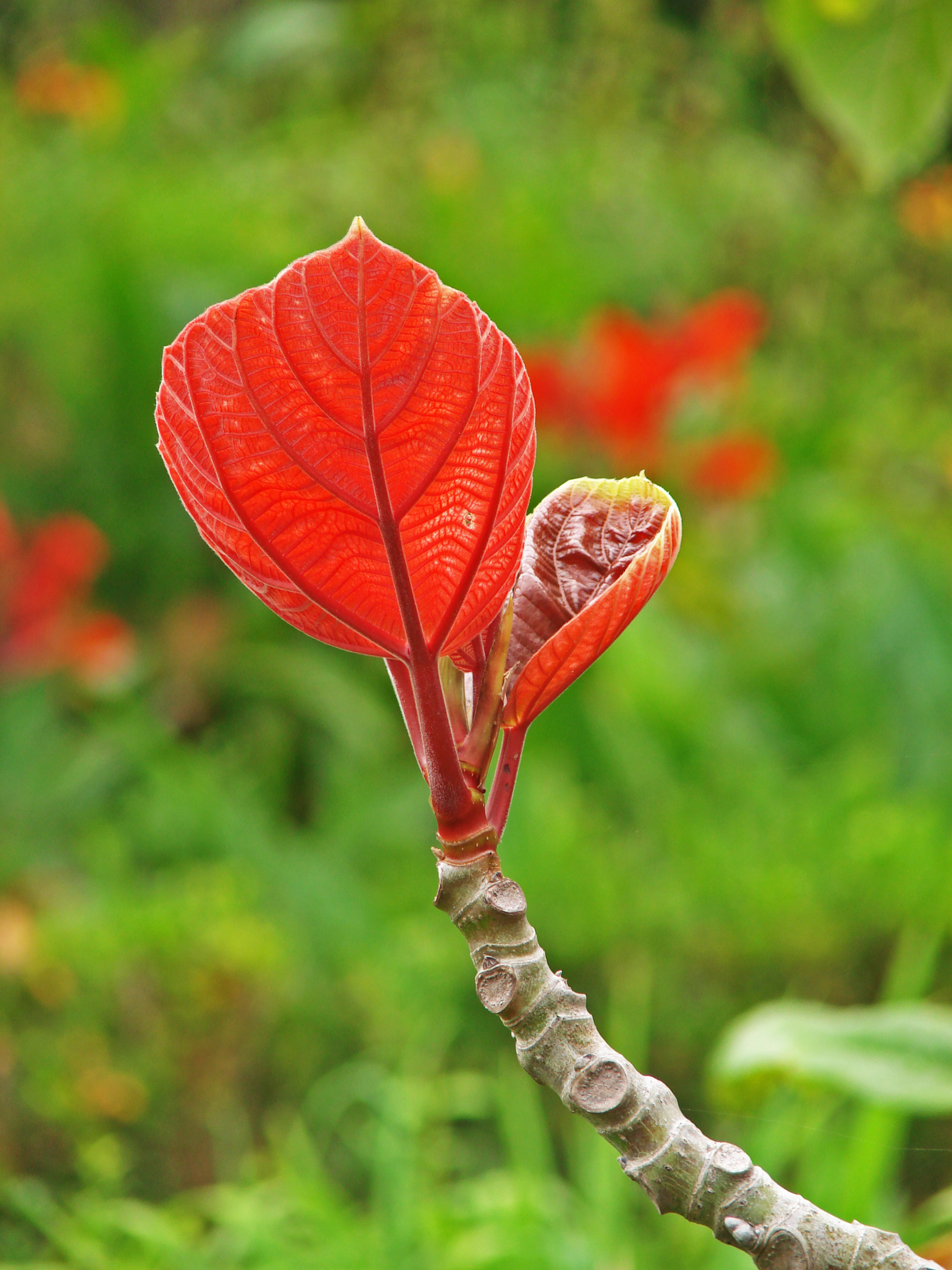
新芽
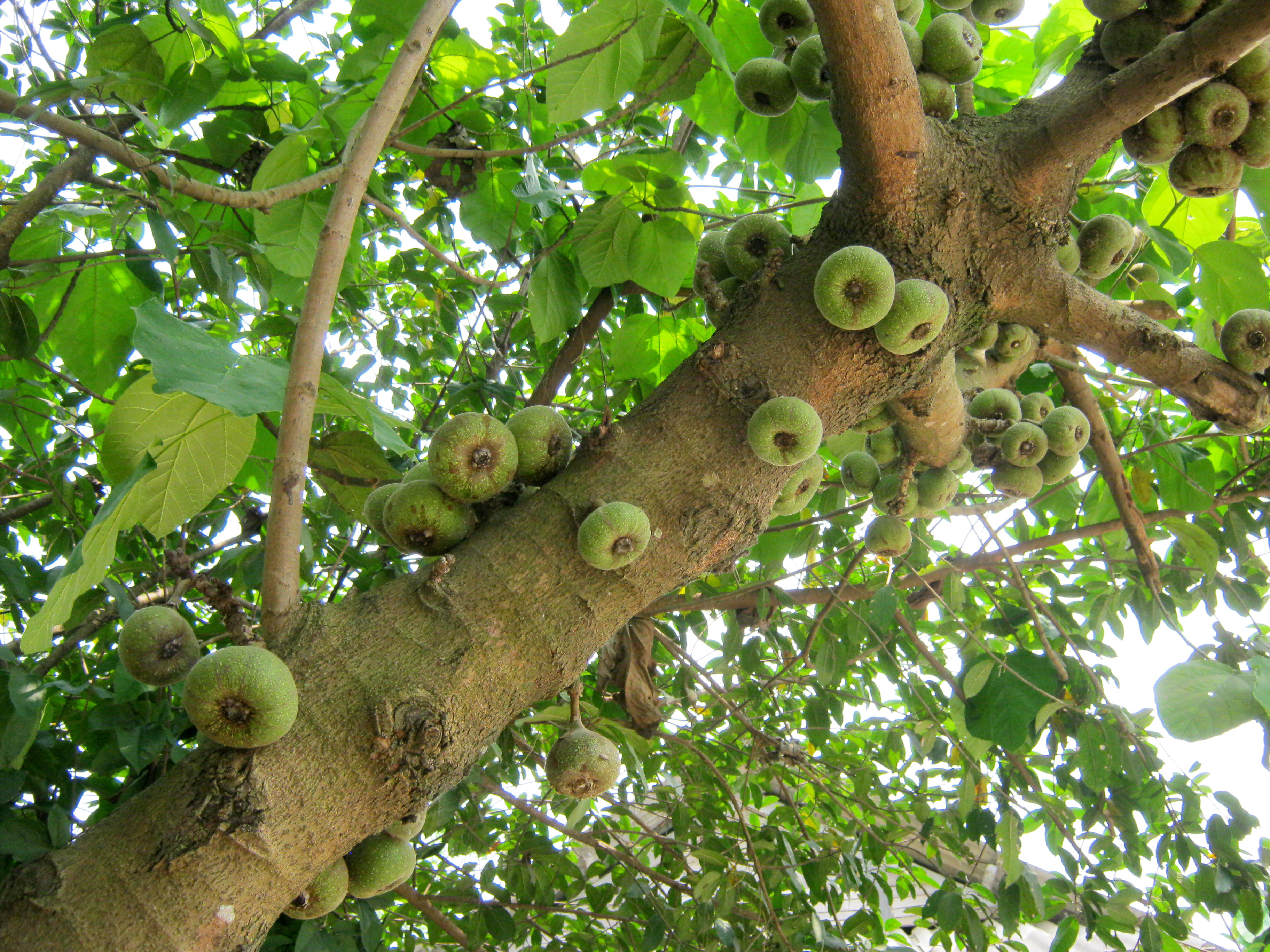